# Середземноморська кухня
Середземномо́рська ку́хня — кухня країн Середземномор'я. Це досить штучне поєднання кухонь різних народів, поширений сучасними дієтологами насамперед у зв'язку з відомою середземноморською дієтою, яка довела свою користь для здоров'я.

## Особливості
Середземноморська кухня ґрунтується на триєдності пшениці, оливок і виноградної лози, до яких додаються такі важливі компоненти як рис, овочі, часник, зелень та інші городні культури, а також сир, кефір, риба, м'ясо, яйця і фрукти. Ця різноманітна і насичена кухня має свої особливості та відтінки в різних природних зонах Середземномор'я.
Особливістю харчування є споживання молочних продуктів, мінімальне споживання м'яса і, навпаки, високе споживання овочів, бобів, горіхів, фруктів, риби.

## Кухні Середземномор'я
- Грецька кухня
- Ізраїльська кухня
- Іспанська кухня
- Італійська кухня
- Мальтійська кухня
- Португальська кухня
- Турецька кухня
- Французька кухня